# Йозеф Урбан
Йозеф Урбан (чеськ. Josef Urban; нар. 17 червня 1899, Біляни, Богемське королівство, Австро-Угорщина (нині в окрузі Колін, Середньочеський край, Чехія) — 2 вересня 1968, Прага, ЧССР) — чехословацький борець греко-римського стилю, срібний та дворазовий бронзовий призер чемпіонатів Європи, срібний призер Олімпійських ігор.

## Життєпис
Невдовзі після Першої світової війни Йозеф Урбан вступив на роботу до поліції та працював регулювальником.
Його перший національний титул був здобутий у 1923 році, останній — у 1946. Всього за 23 роки він десять разів здобував титул чемпіона Чехословаччини з греко-римської боротьби — у 1923—1925, 1927—1930, 1932, та 1945—1946 роках. Також у 1945 році здобув титул чемпіона Чехословаччини з вільної боротьби.
Починаючи з 1926 року, він виграв три медалі на чемпіонаті Європи, срібну в 1926 році та бронзову в 1927 і 1928 роках.
Його найбільшим досягненням стала срібна медаль у греко-римській боротьбі у важкій вазі на літніх Олімпійських іграх 1932 року в Лос-Анджелесі, куди він потрапив лише завдяки коштам, зібраними його колегами.
У 1934 році завершив активну кар'єру і до смерті працював тренером.

## Спортивні результати на міжнародних змаганнях

### Виступи на Олімпіадах
| Змагання                    | Збірна         | Вагова категорія                      | Місце  |
| --------------------------- | -------------- | ------------------------------------- | ------ |
| Літні Олімпійські ігри 1928 | Чехословаччина | греко-римська боротьба, понад 82.5 кг | 5      |
| Літні Олімпійські ігри 1932 | Чехословаччина | греко-римська боротьба, понад 87 кг   | Срібло |

### Виступи на Чемпіонатах Європи
| Змагання                         | Збірна         | Вагова категорія                      | Місце  |
| -------------------------------- | -------------- | ------------------------------------- | ------ |
| Чемпіонат Європи з боротьби 1926 | Чехословаччина | греко-римська боротьба, понад 82.5 кг | Срібло |
| Чемпіонат Європи з боротьби 1927 | Чехословаччина | греко-римська боротьба, понад 82.5 кг | Бронза |
| Чемпіонат Європи з боротьби 1929 | Чехословаччина | греко-римська боротьба, понад 82.5 кг | Бронза |